# Leichtathletik-Weltmeisterschaften 2013/100 m Hürden der Frauen

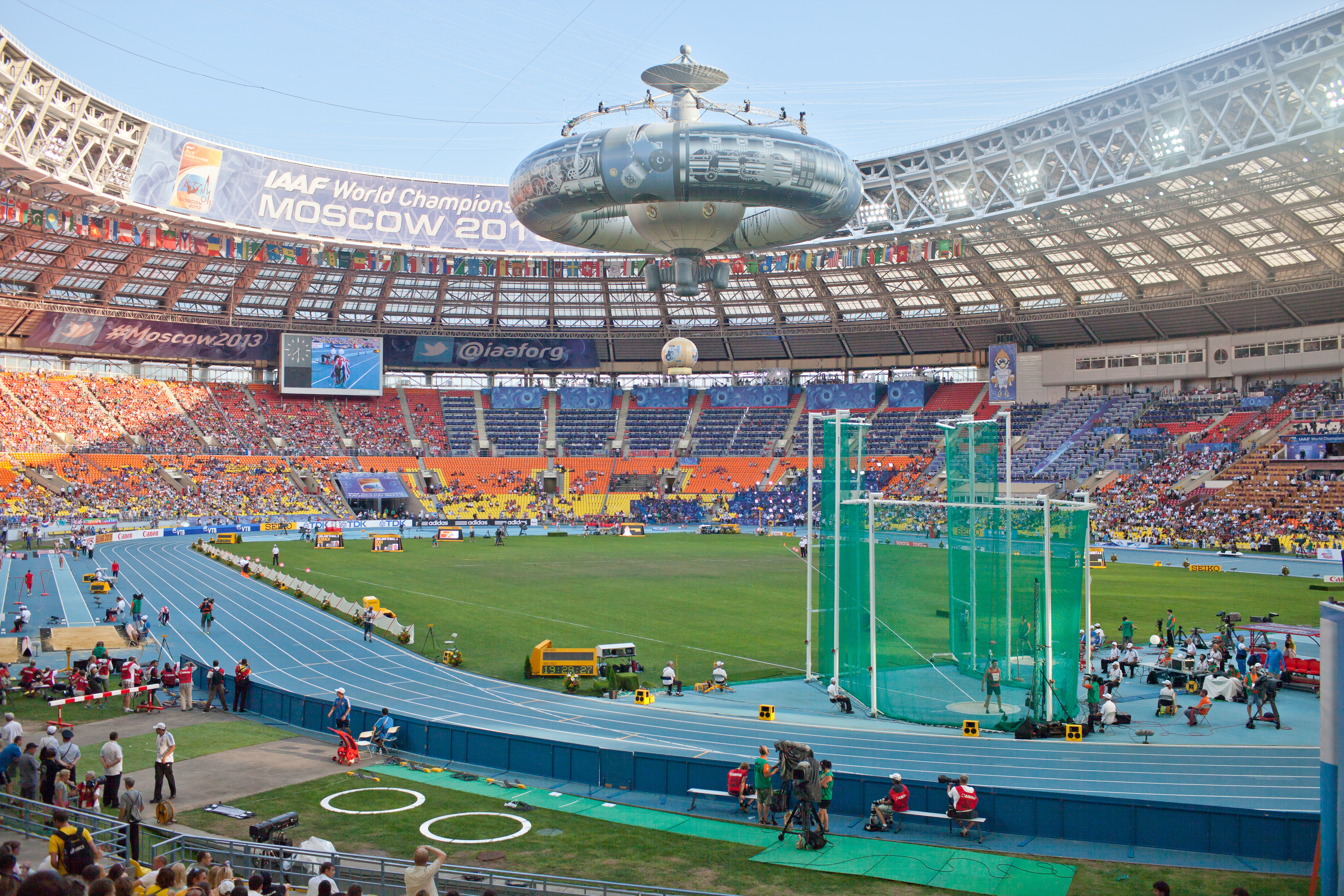
Das Olympiastadion Luschniki während der Weltmeisterschaften

Der 100-Meter-Hürdenlauf der Frauen bei den Leichtathletik-Weltmeisterschaften 2013 wurde am 16. und 17. August 2013 im Olympiastadion Luschniki der russischen Hauptstadt Moskau ausgetragen.
Weltmeisterin wurde die US-Amerikanerin Brianna Rollins, spätere Brianna McNeal. Sie gewann vor der australischen Titelverteidigerin, aktuellen Olympiasiegerin und Olympiazweiten von 2008 Sally Pearson, frühere Sally McLellan. Bronze ging an die Britin Tiffany Porter.

## Bestehende Rekorde
| Weltrekord | 12,21 s | Jordanka Donkowa | Stara Sagora, Bulgarien    | 20. August 1988   |
| WM-Rekord  | 12,28 s | Sally Pearson    | WM 2011 in Daegu, Südkorea | 3. September 2011 |

Die Windbedingungen waren nicht günstig, abgesehen vom zweiten Halbfinallauf hatten die Hürdensprinterinnen in allen Rennen mit Gegenwind zu kämpfen. So wurde der bestehende WM-Rekord bei diesen Weltmeisterschaften nicht eingestellt und nicht verbessert.
Es wurde ein Landesrekord erzielt:
- 13,04 s – Nooralotta Neziri, Finnland, zweites Halbfinale am 17. August bei einem Rückenwind von 0,2 m/s

## Doping
Die ursprünglich achtplatzierte Russin Julija Kondakowa wurde zusammen mit elf weiteren Sportlern bei Nachtests von den Olympischen Spielen 2012 des Dopingmissbrauchs überführt. Ihre seitdem erzielten Resultate wurden annulliert und sie wurde beginnend mit dem 1. Februar 2019 für vier Jahre gesperrt.
Leidtragende waren zwei Athletinnen, denen die Teilnahme an der jeweils nachfolgenden Runde verwehrt blieb. Auf der Grundlage der erzielten Resultate waren dies:
- Alina Talay, Türkei – Sie wäre als Vierte des dritten Halbfinalrennens in 12,82 s über die Zeitregel im Finale startberechtigt gewesen.
- Lucie Škrobáková, Tschechien – Sie hatte sich über die Zeitregel als Fünfte des ersten Vorlaufs in 13,24 s eigentlich für die Halbfinalteilnahme qualifiziert.

## Vorrunde
Die Vorrunde wurde in fünf Läufen durchgeführt. Die ersten vier Athletinnen pro Lauf – hellblau unterlegt – sowie die darüber hinaus vier zeitschnellsten Läuferinnen – hellgrün unterlegt – qualifizierten sich für das Viertelfinale.

### Vorlauf 1
16. August 2013, 9:45 Uhr
Wind: −0,5 m/s
| Platz | Name              | Nation              | Zeit (s)                                         |
| ----- | ----------------- | ------------------- | ------------------------------------------------ |
| 1     | Angela Whyte      | Kanada              | 12,93                                            |
| 2     | Marzia Caravelli  | Italien             | 13,07                                            |
| 3     | Nadine Hildebrand | Deutschland         | 13,16                                            |
| 4     | Nia Ali           | USA                 | 13,19                                            |
| 5     | Lucie Škrobáková  | Tschechien          | 13,24 eigentlich für das Halbfinale qualifiziert |
| 6     | Wu Shujiao        | Volksrepublik China | 13,29                                            |
| 7     | Hitomi Shimura    | Japan               | 13,72                                            |

Im ersten Vorlauf ausgeschiedene Hürdensprinterinnen:

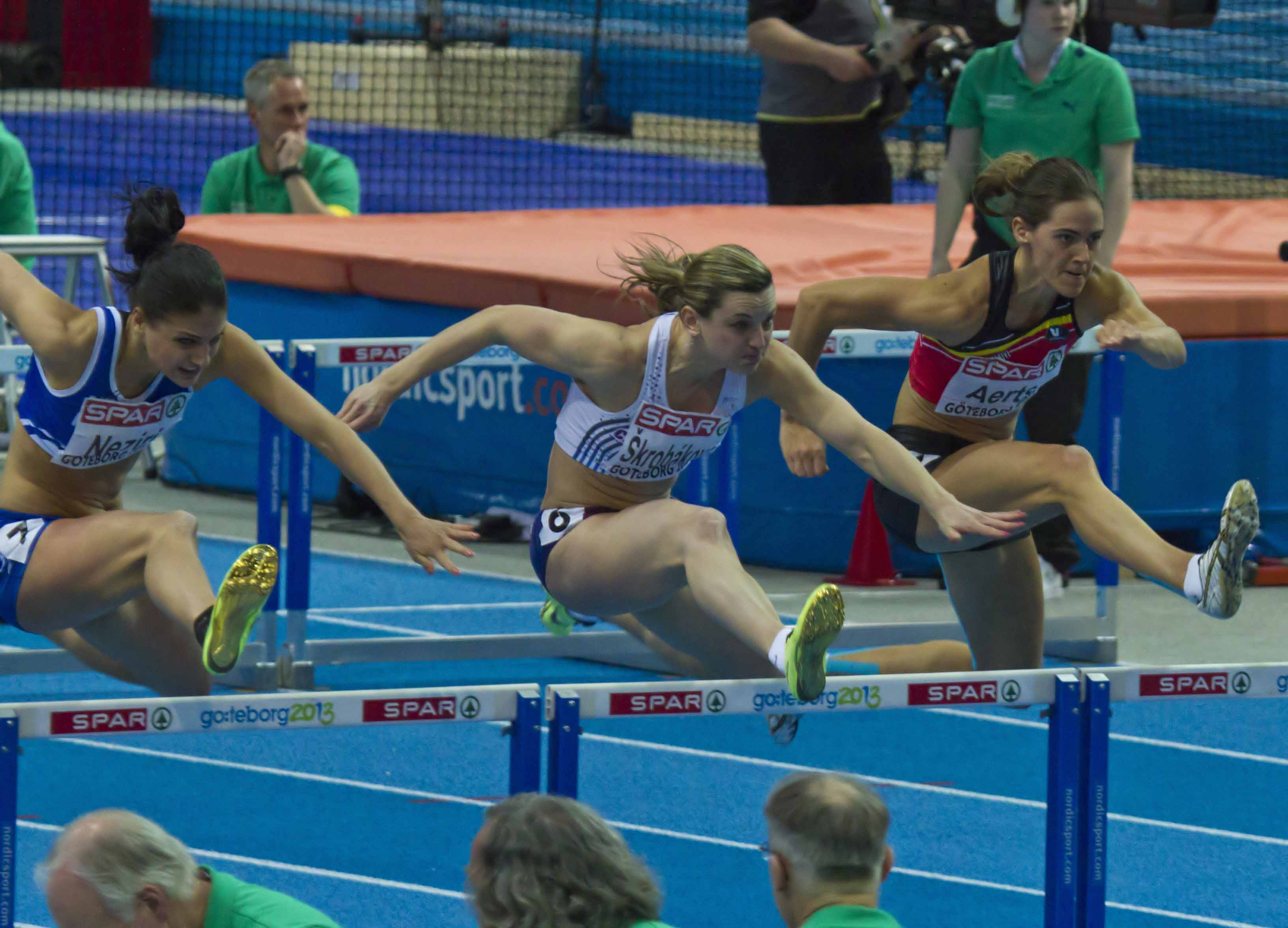
Lucie Škrobáková (Mitte) wurde die Halbfinalteilnahme durch eine gedopte Sportlerin verwehrt
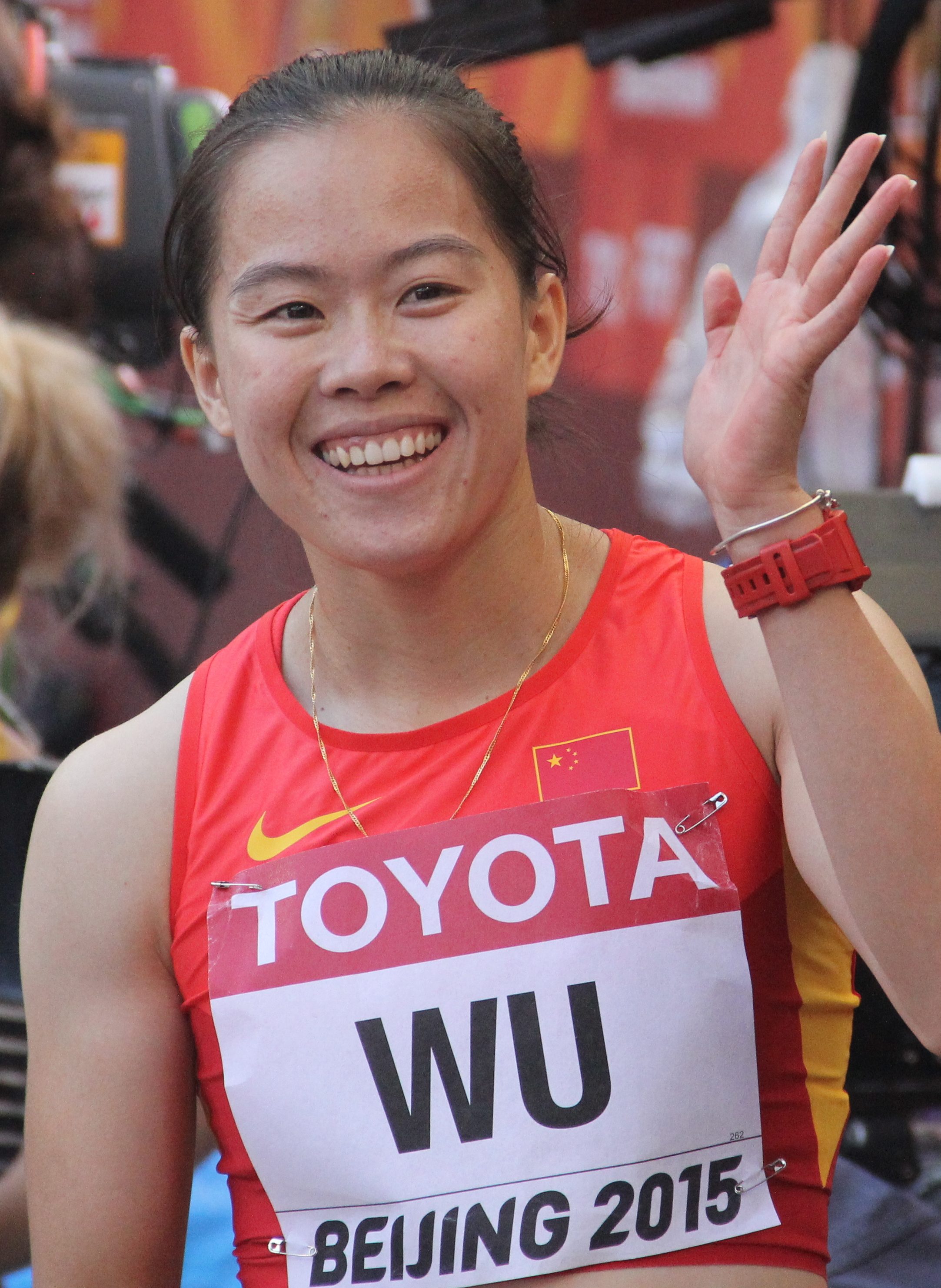
Wu Shujiao Rang sechs in 13,29 s
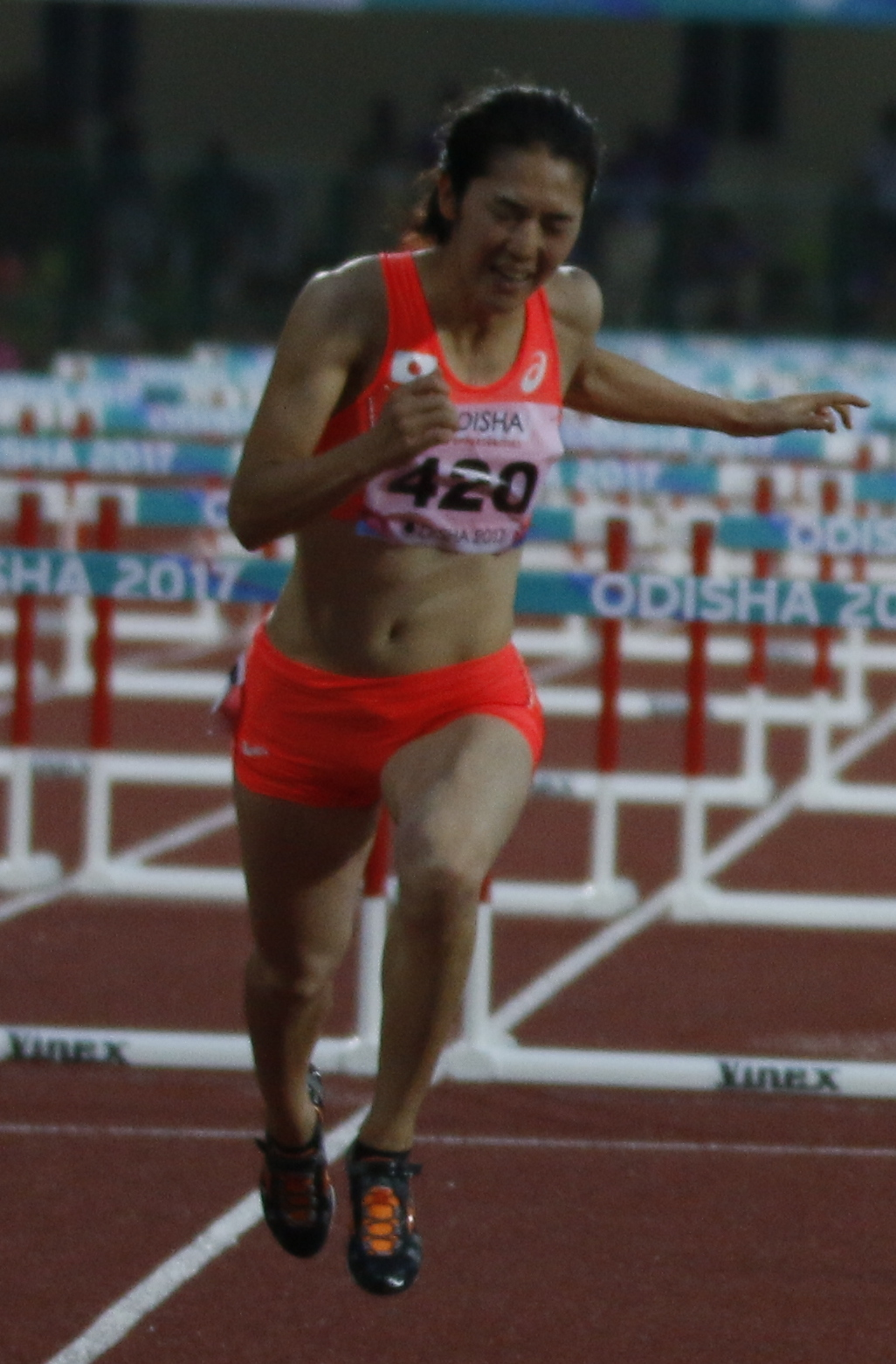
Hitomi Shimura Rang sieben in 13,72 s

### Vorlauf 2
16. August 2013, 9:53 Uhr
Wind: −0,5 m/s
| Platz | Name                | Nation     | Zeit (s) |
| ----- | ------------------- | ---------- | -------- |
| 1     | Sally Pearson       | Australien | 12,62    |
| 2     | Cindy Billaud       | Frankreich | 12,71    |
| 3     | Anne Zagré          | Belgien    | 12,94    |
| 4     | Tatjana Dektjarjowa | Russland   | 13,04    |
| 5     | Brigitte Merlano    | Kolumbien  | 13,20    |
| 6     | Andrea Bliss        | Jamaika    | 13,20    |
| 7     | Nooralotta Neziri   | Finnland   | 13,23    |
| 8     | Gnima Faye          | Senegal    | 13,66    |

### Vorlauf 3

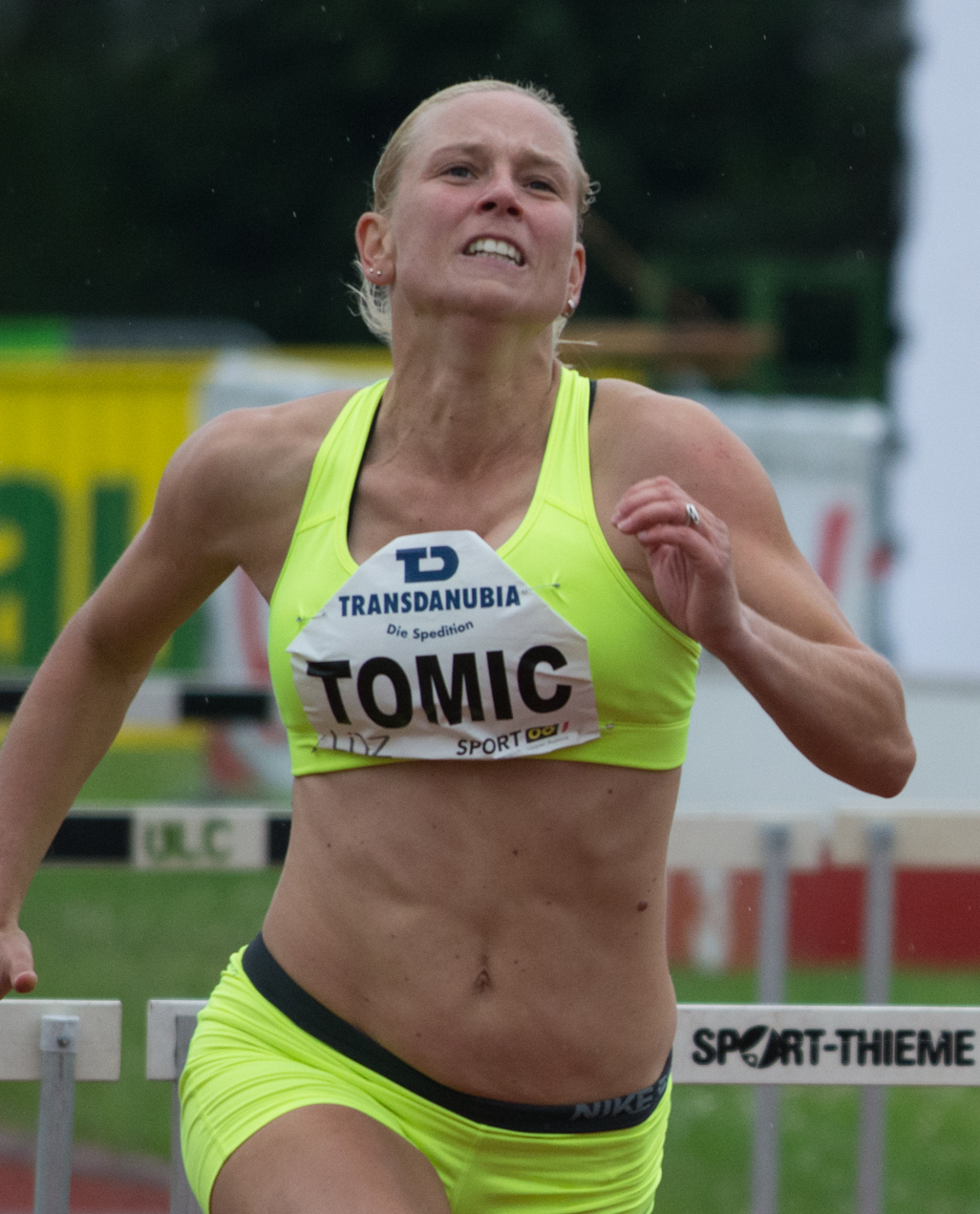
Marina Tomić – ausgeschieden als Fünfte in 13,26 s
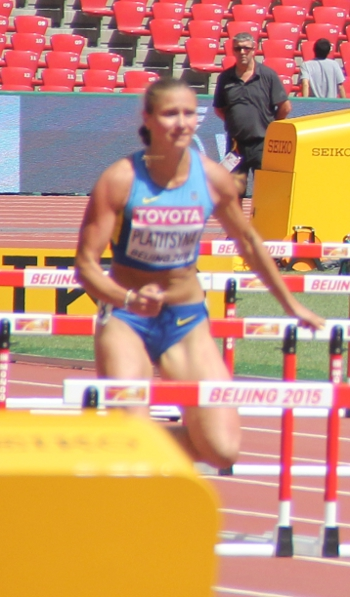
Hanna Plotizyna – ausgeschieden als Sechste in 13,30 s

16. August 2013, 10:01 Uhr
Wind: −0,5 m/s
| Platz | Name              | Nation    | Zeit (s) |
| ----- | ----------------- | --------- | -------- |
| 1     | Queen Harrison    | USA       | 12,95    |
| 2     | Alina Talay       | Belarus   | 12,99    |
| 3     | Danielle Williams | Jamaika   | 13,11    |
| 4     | Jessica Zelinka   | Kanada    | 13,15    |
| 5     | Marina Tomić      | Slowenien | 13,26    |
| 6     | Hanna Plotizyna   | Ukraine   | 13,30    |
| 7     | Noemi Zbären      | Schweiz   | 13,59    |

### Vorlauf 4
16. August 2013, 10:09 Uhr
Wind: −0,4 m/s
| Platz | Name                      | Nation         | Zeit (s)                            |
| ----- | ------------------------- | -------------- | ----------------------------------- |
| 1     | Tiffany Porter            | Großbritannien | 12,72                               |
| 2     | Dawn Harper-Nelson        | USA            | 12,84                               |
| 3     | Reïna-Flor Okori          | Frankreich     | 13,01                               |
| 4     | Lina Flórez               | Kolumbien      | 13,16                               |
| 5     | Kierre Beckles            | Barbados       | 13,47                               |
| 6     | Anastassija Soprunowa     | Kasachstan     | 13,85                               |
| 7     | Salma Emam Abou El-Hassan | Ägypten        | 14,38                               |
| DOP   | Julija Kondakowa          | Russland       | 12,76 für das Halbfinale zugelassen |

### Vorlauf 5

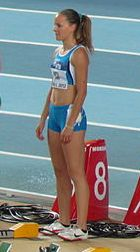
Veronica Borsi – ausgeschieden als Fünfte in 13,35 s
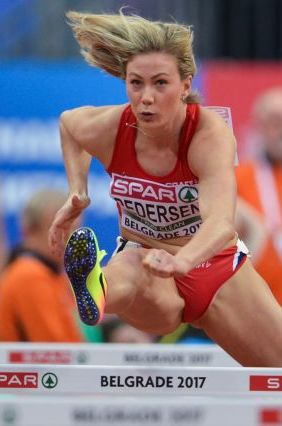
Isabelle Pedersen – ausgeschieden als Sechste in 13,43 s

16. August 2013, 10:17 Uhr
Wind: −0,8 m/s
| Platz | Name               | Nation                  | Zeit (s) |
| ----- | ------------------ | ----------------------- | -------- |
| 1     | Brianna Rollins    | USA                     | 12,55    |
| 2     | Lavonne Idlette    | Dominikanische Republik | 13,06    |
| 3     | Shermaine Williams | Jamaika                 | 13,09    |
| 4     | Aleesha Barber     | Trinidad und Tobago     | 13,33    |
| 5     | Veronica Borsi     | Italien                 | 13,35    |
| 6     | Isabelle Pedersen  | Norwegen                | 13,43    |
| DNS   | Sara Aerts         | Belgien                 |          |

## Halbfinale
Aus den drei Halbfinalläufen qualifizierten sich die jeweils ersten beiden Athletinnen – hellblau unterlegt – sowie die darüber hinaus zwei zeitschnellsten Läuferinnen – hellgrün unterlegt – für das Finale.

### Halbfinallauf 1

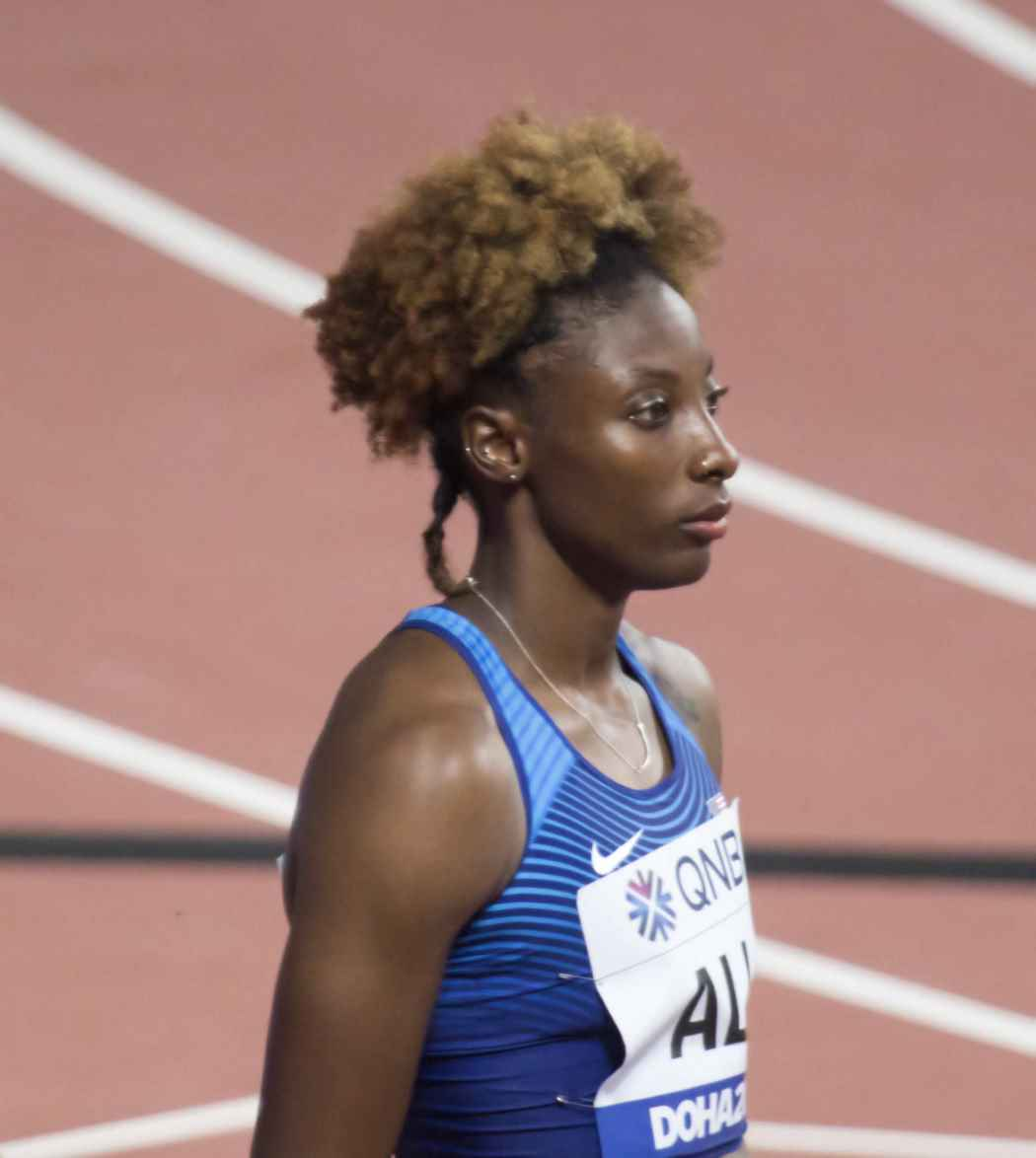
Nia Ali – ausgeschieden als Dritte in 12,83 s
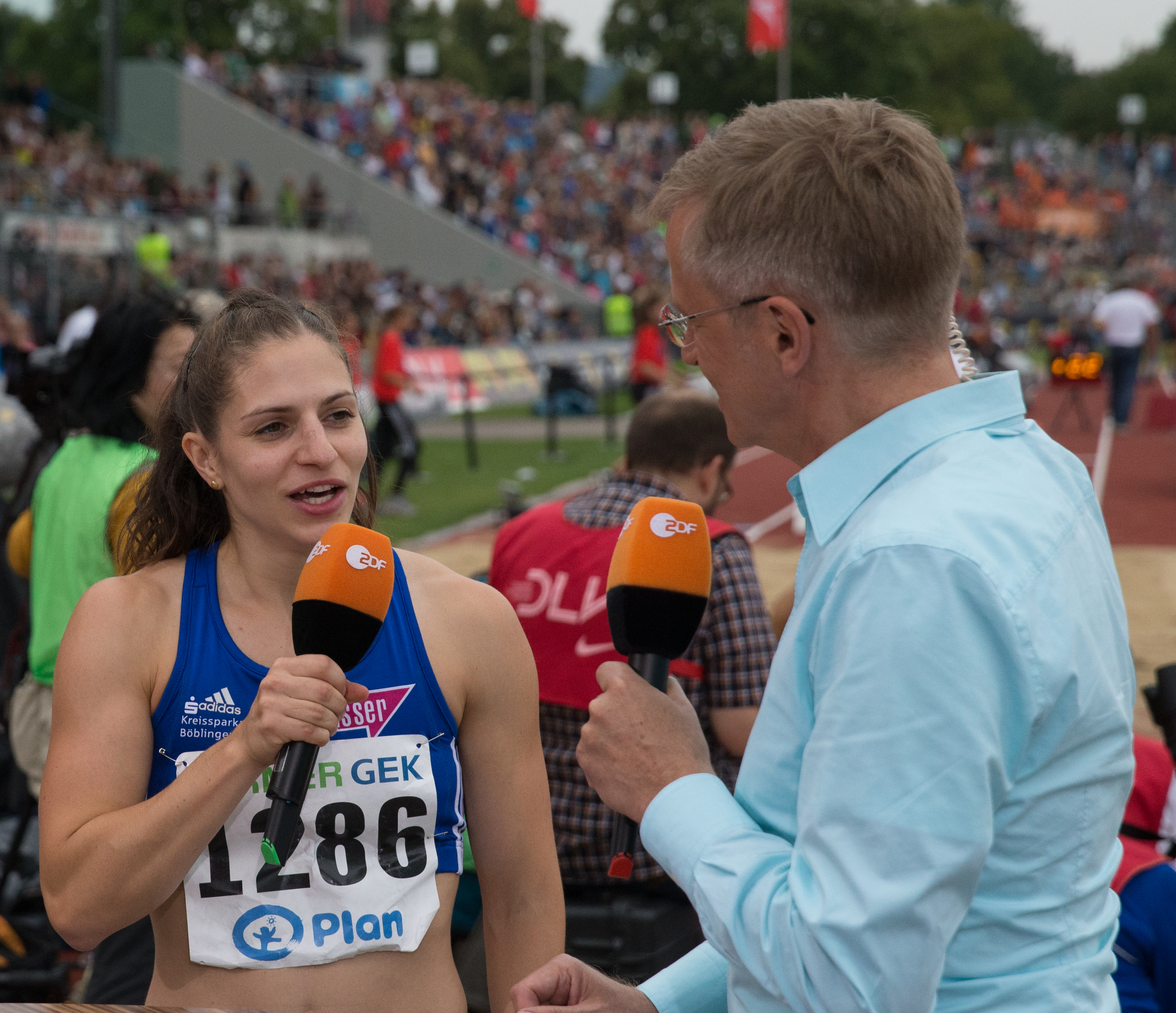
Nadine Hildebrand – ausgeschieden als Sechste in 13,04 s
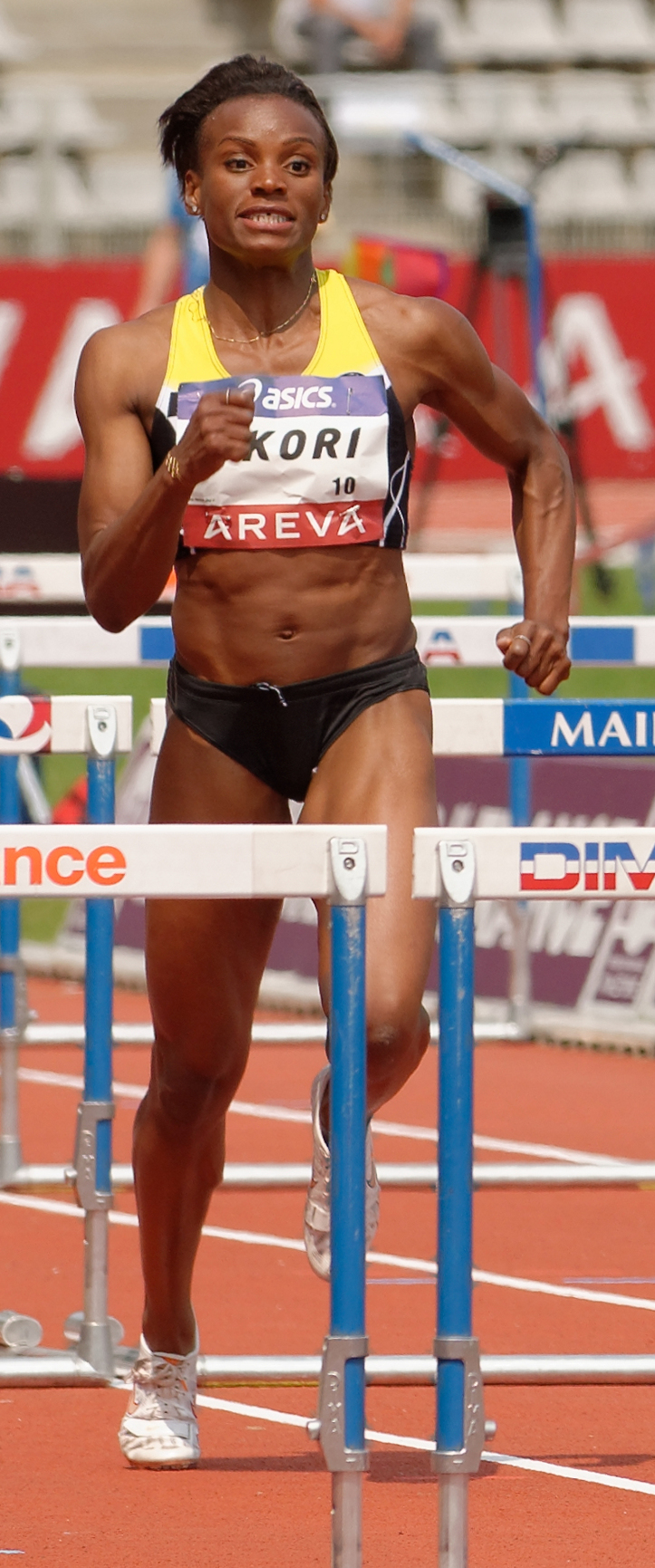
Reïna-Flor Okori – ausgeschieden als Achte in 13,15 s

17. August 2013, 18:20 Uhr
Wind: −0,6 m/s
| Platz | Name              | Nation                  | Zeit (s) |
| ----- | ----------------- | ----------------------- | -------- |
| 1     | Tiffany Porter    | Großbritannien          | 12,63    |
| 2     | Angela Whyte      | Kanada                  | 12,76    |
| 3     | Nia Ali           | USA                     | 12,83    |
| 4     | Lavonne Idlette   | Dominikanische Republik | 12,91    |
| 5     | Andrea Bliss      | Jamaika                 | 12,92    |
| 6     | Nadine Hildebrand | Deutschland             | 13,04    |
| 7     | Marzia Caravelli  | Italien                 | 13,06    |
| 8     | Reïna-Flor Okori  | Frankreich              | 13,15    |

### Halbfinallauf 2
17. August 2013, 18:28 Uhr
Wind: +0,2 m/s
| Platz | Name               | Nation     | Zeit (s)                                            |
| ----- | ------------------ | ---------- | --------------------------------------------------- |
| 1     | Brianna Rollins    | USA        | 12,54                                               |
| 2     | Cindy Billaud      | Frankreich | 12,78                                               |
| 3     | Shermaine Williams | Jamaika    | 12,93                                               |
| 4     | Lina Flórez        | Kolumbien  | 13,01                                               |
| 5     | Nooralotta Neziri  | Finnland   | 13,04 NR                                            |
| 6     | Jessica Zelinka    | Kanada     | 13,12                                               |
| DSQ   | Anne Zagré         | Belgien    | IAAF Rule 168.7b – Absichtliches Umstoßen der Hürde |
| DOP   | Julija Kondakowa   | Russland   | 12,73 für das Finale zugelassen                     |

Im zweiten Halbfinale ausgeschiedene Hürdensprinterinnen:

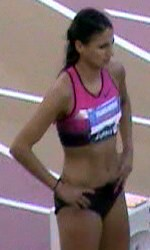
Nooralotta Neziri – ausgeschieden als Fünfte trotz finnischen Landesrekords in 13,04 s
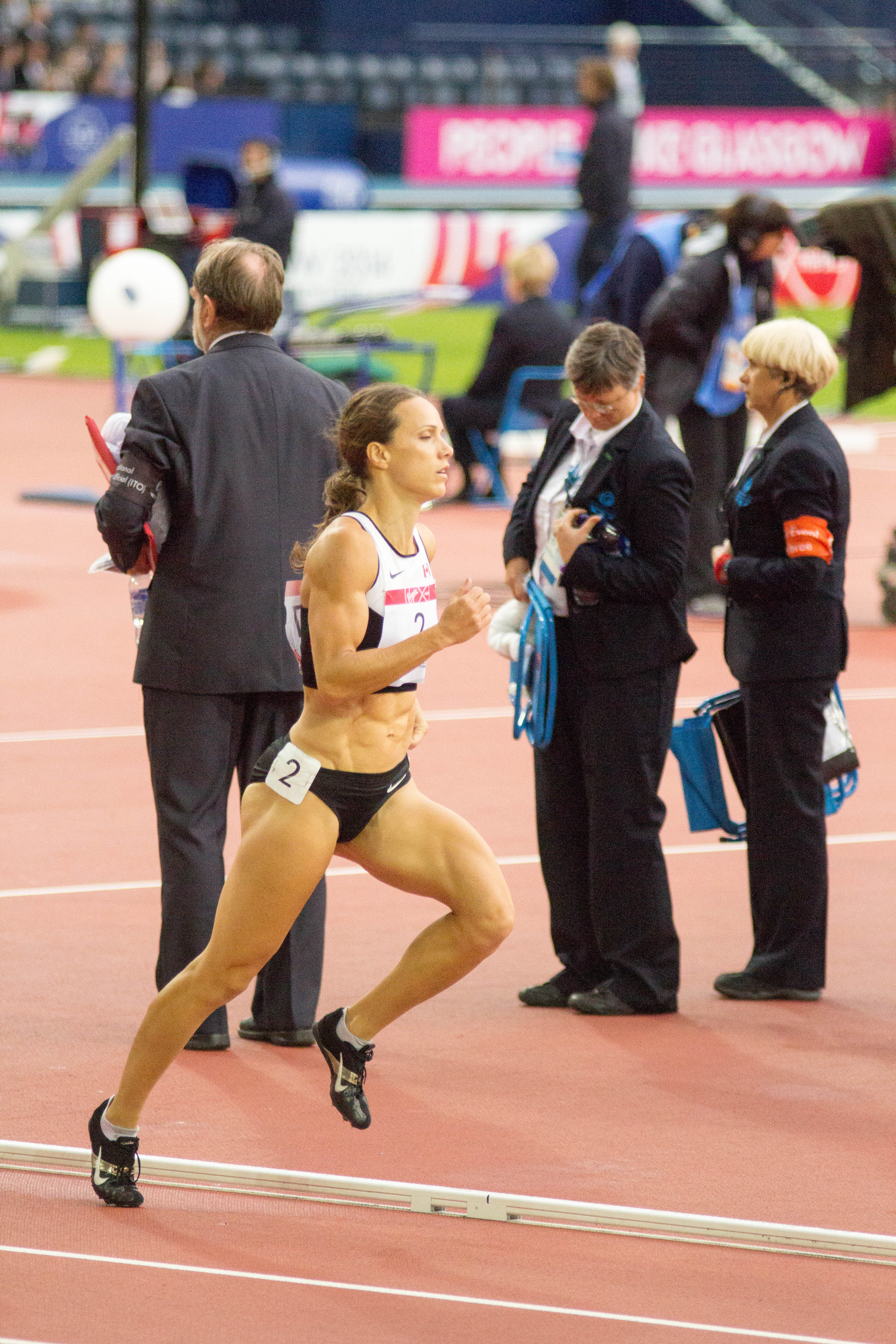
Jessica Zelinka Rang sechs in 13,12 s
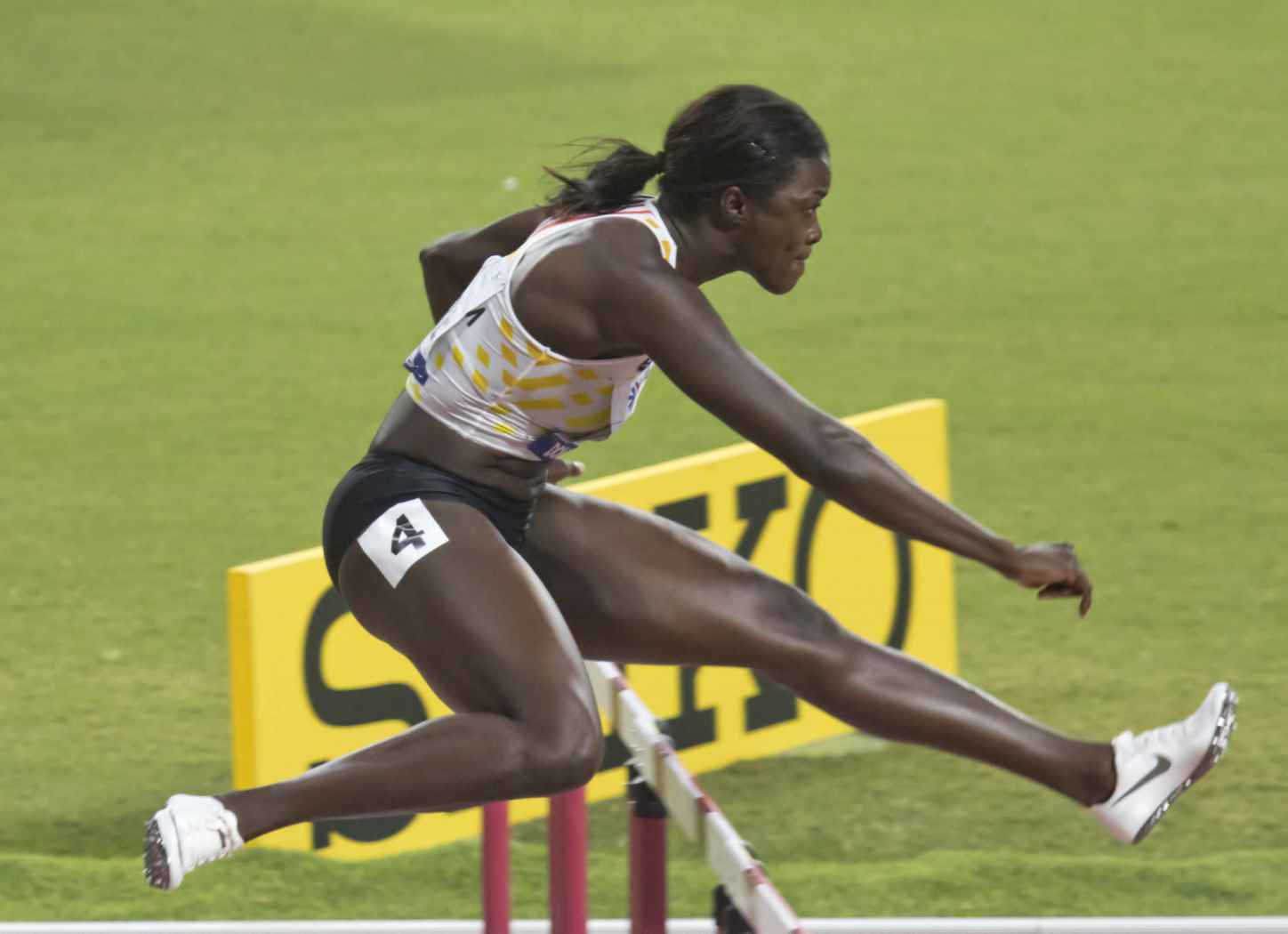
Anne Zagré – disqualifiziert wegen eines Regelverstoßes bei der Hürdenüberquerung

### Halbfinallauf 3
17. August 2013, 18:36 Uhr
Wind: −0,7 m/s
| Platz | Name                | Nation              | Zeit (s)                                     |
| ----- | ------------------- | ------------------- | -------------------------------------------- |
| 1     | Sally Pearson       | Australien          | 12,50                                        |
| 2     | Dawn Harper-Nelson  | USA                 | 12,61                                        |
| 3     | Queen Harrison      | USA                 | 12,71                                        |
| 4     | Alina Talay         | Türkei              | 12,82 eigentlich für das Finale qualifiziert |
| 5     | Tatjana Dektjarjowa | Russland            | 12,91                                        |
| 6     | Danielle Williams   | Jamaika             | 13,13                                        |
| 7     | Brigitte Merlano    | Kolumbien           | 13,22                                        |
| 8     | Aleesha Barber      | Trinidad und Tobago | 13,52                                        |

Im dritten Halbfinale ausgeschiedene Hürdensprinterinnen:

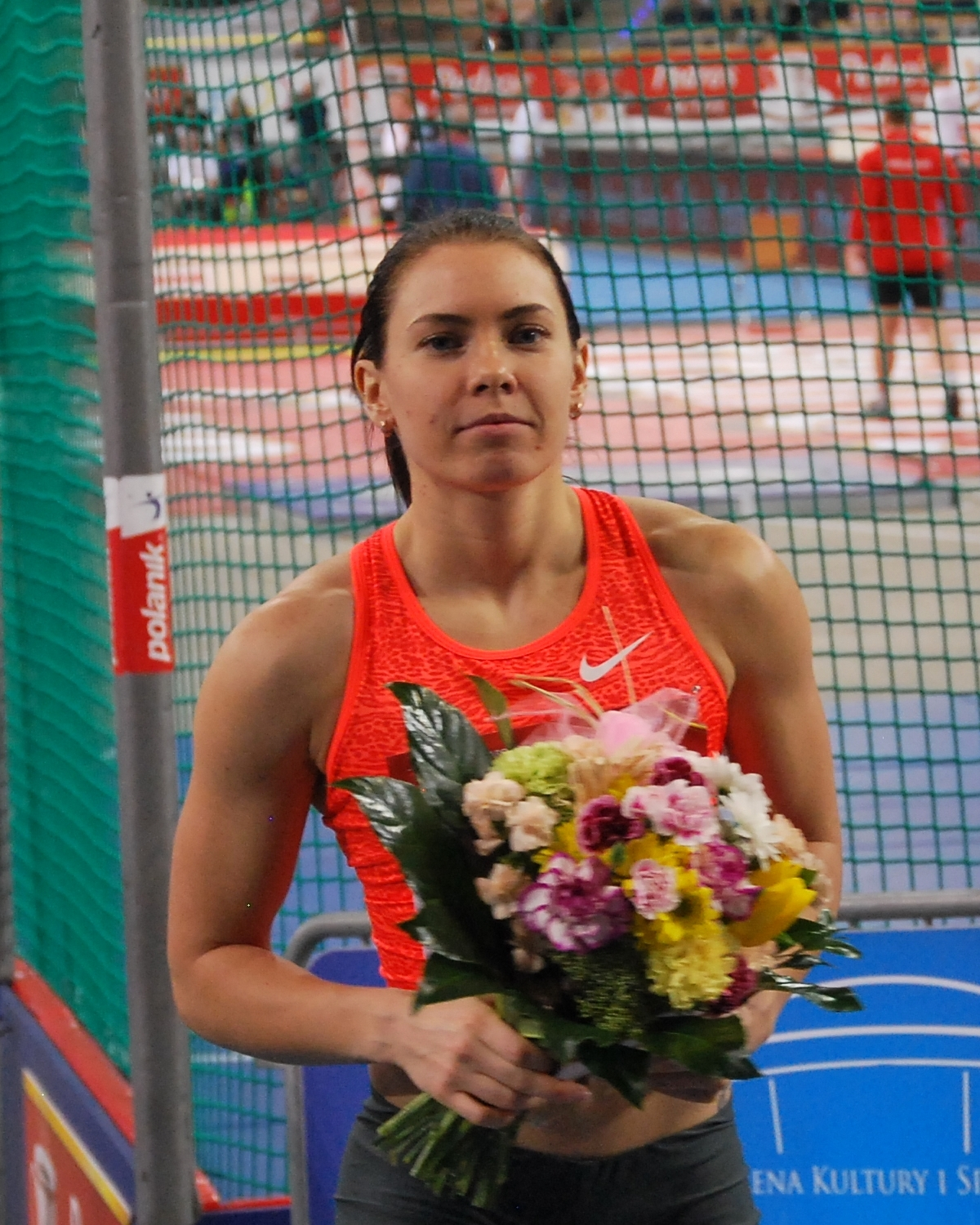
Alina Talay – ausgeschieden als Vierte in 12,82 s, nur weil eine gedopte Läuferin vor ihr lag
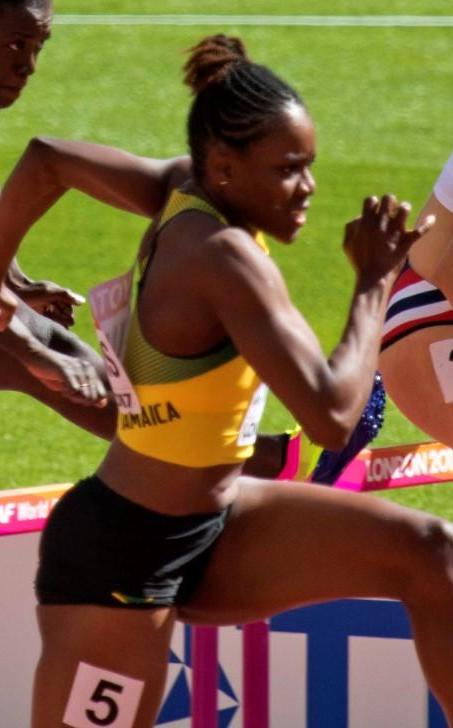
Danielle Williams Rang sechs in 13,13 s
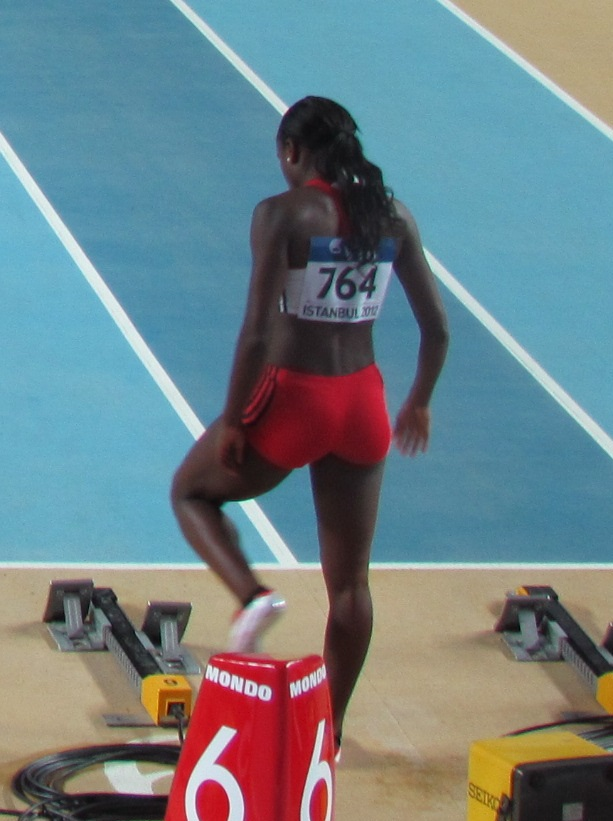
Aleesha Barber Rang acht in 13,52 s

## Finale

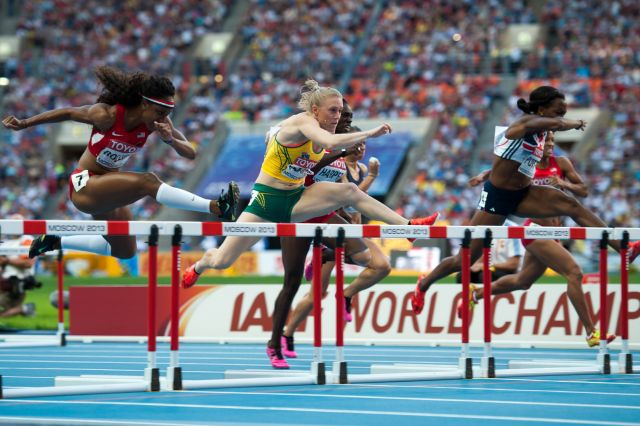
Im Finale v. l. n. r.; Sally Pearson (rotes Trikot) Sally Pearson (gelbes Trikot), Dawn Harper-Nelson (verdeckt), Tiffany Porter (britische Flagge auf dem Trikot)

17. August 2013, 19:50 Uhr
Wind: −0,6 m/s
| Platz | Name               | Nation         | Zeit (s) |
| ----- | ------------------ | -------------- | -------- |
| 1     | Brianna Rollins    | USA            | 12,44    |
| 2     | Sally Pearson      | Australien     | 12,50    |
| 3     | Tiffany Porter     | Großbritannien | 12,55    |
| 4     | Dawn Harper-Nelson | USA            | 12,59    |
| 5     | Queen Harrison     | USA            | 12,73    |
| 6     | Angela Whyte       | Kanada         | 12,78    |
| 7     | Cindy Billaud      | Frankreich     | 12,84    |
| DOP   | Julija Kondakowa   | Russland       | 12,86    |

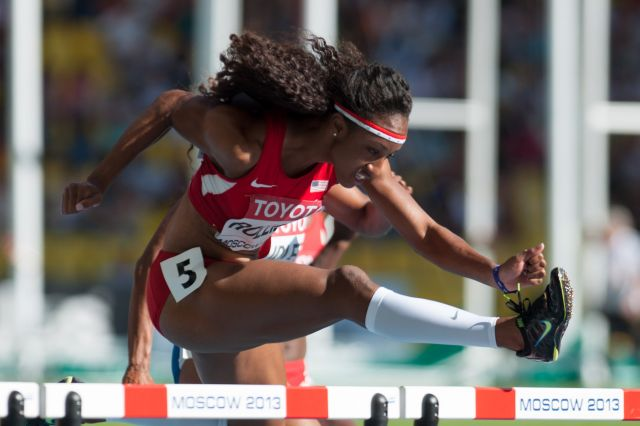
Weltmeisterin Brianna Rollins, spätere Brianna McNeal
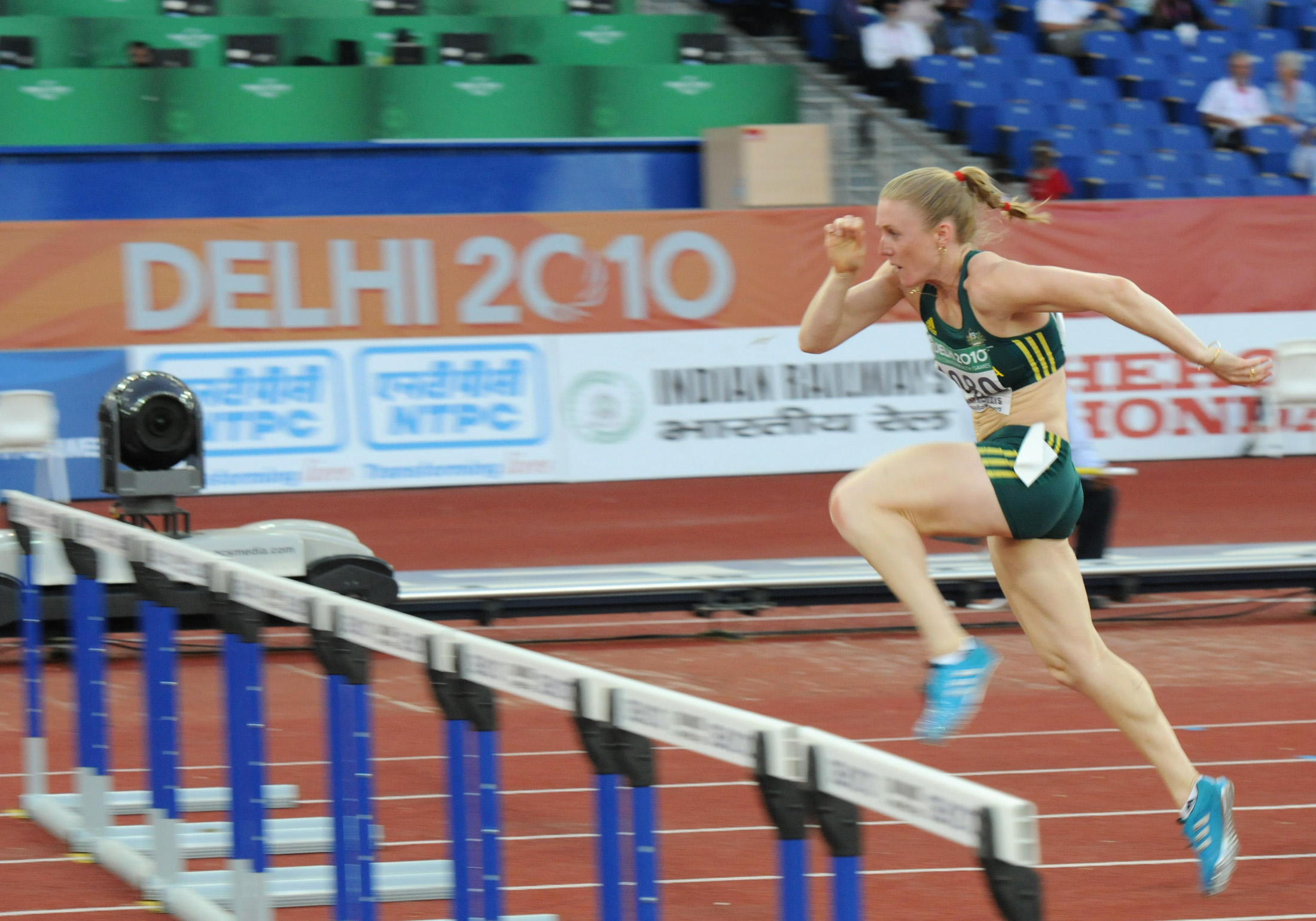
Für die Titelverteidigerin und aktuelle Olympiasiegerin Sally Pearson, frühere Sally McLellan, gab es diesmal Silber
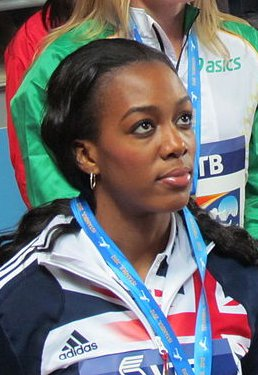
Bronzemedaillengewinnerin Tiffany Porter
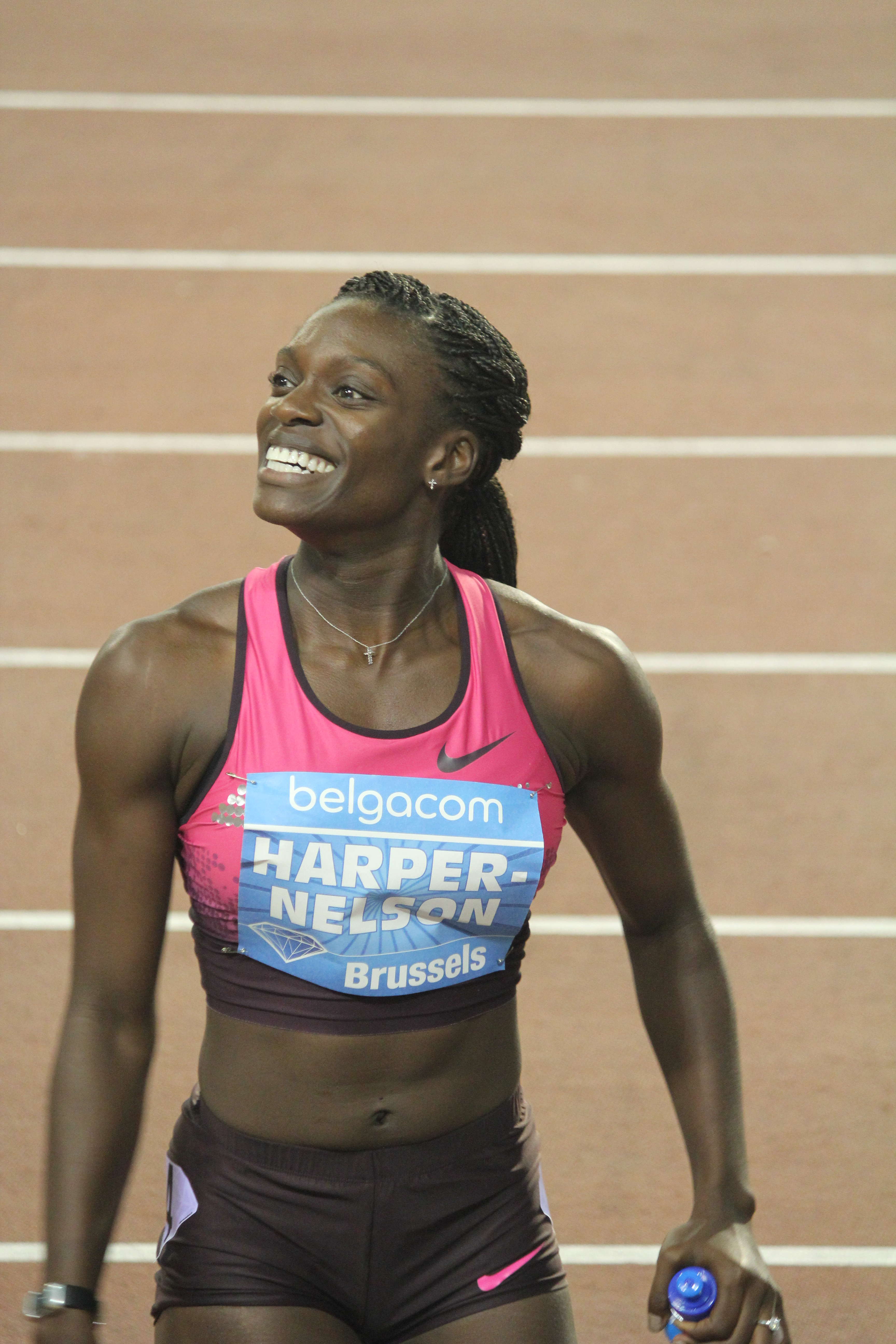
Der viertplatzierten Dawn Harper-Nelson, unter anderem Olympiasiegerin von 2008 und Vizeweltmeisterin von 2011, fehlten vier Hundertstelsekunden zu Bronze
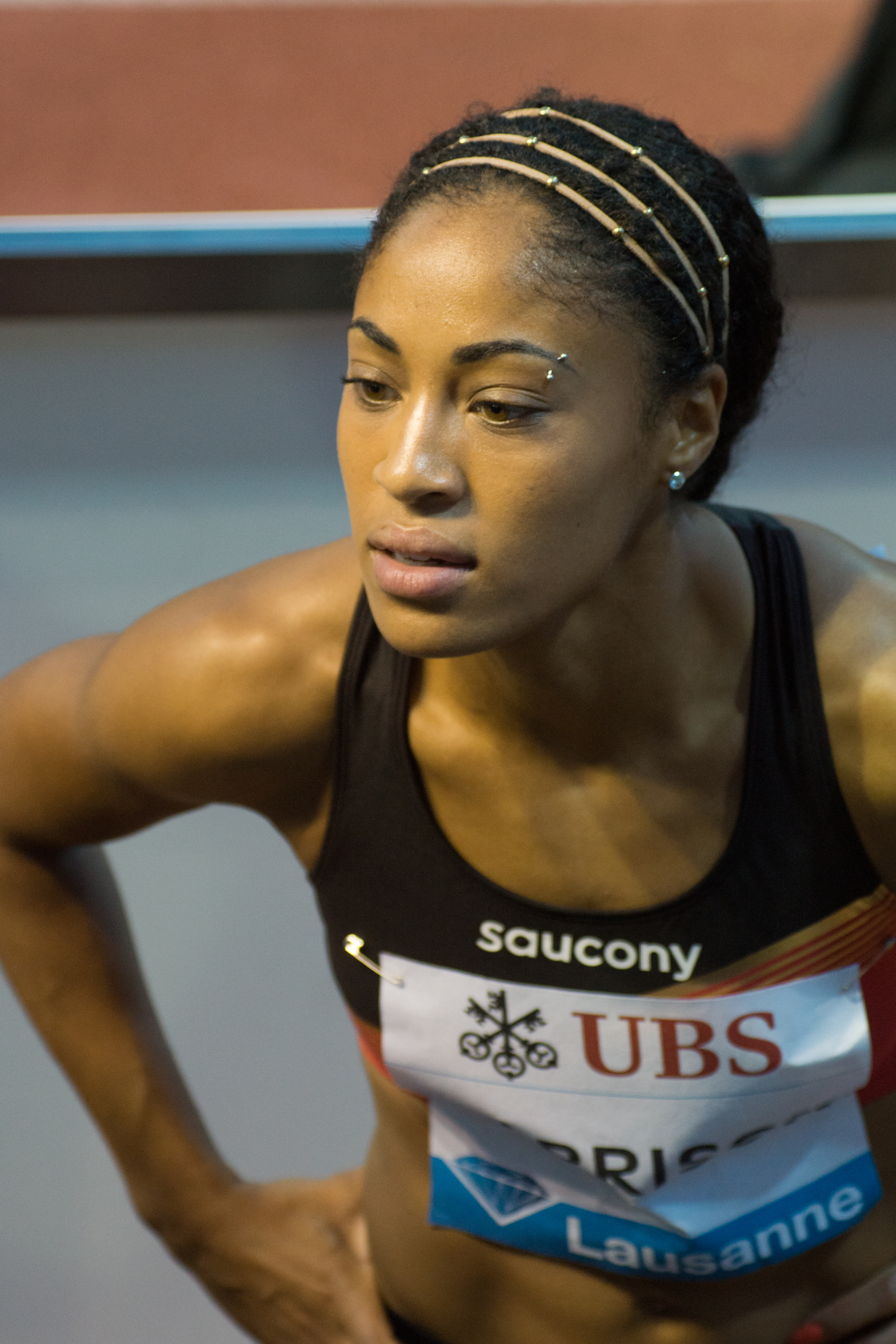
Queen Harrison erreichte Platz fünf
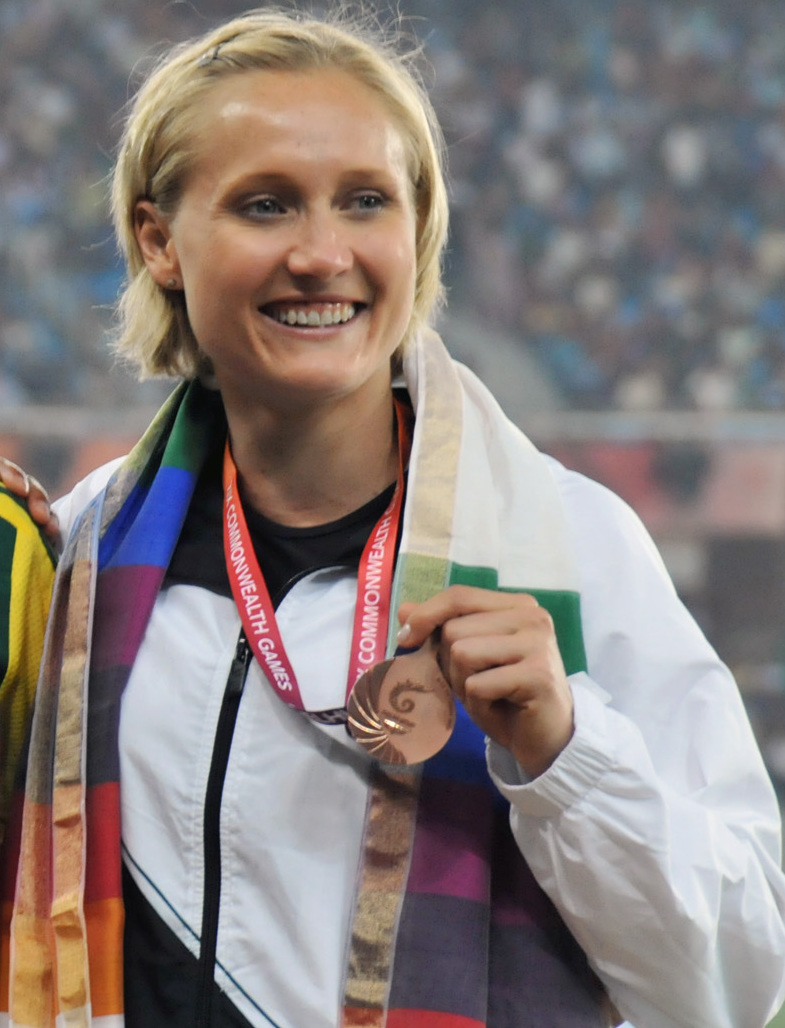
Angela Whyte – hier als Bronzemedaillengewinnerin der Commonwealth Spiele 2010 – wurde Sechste
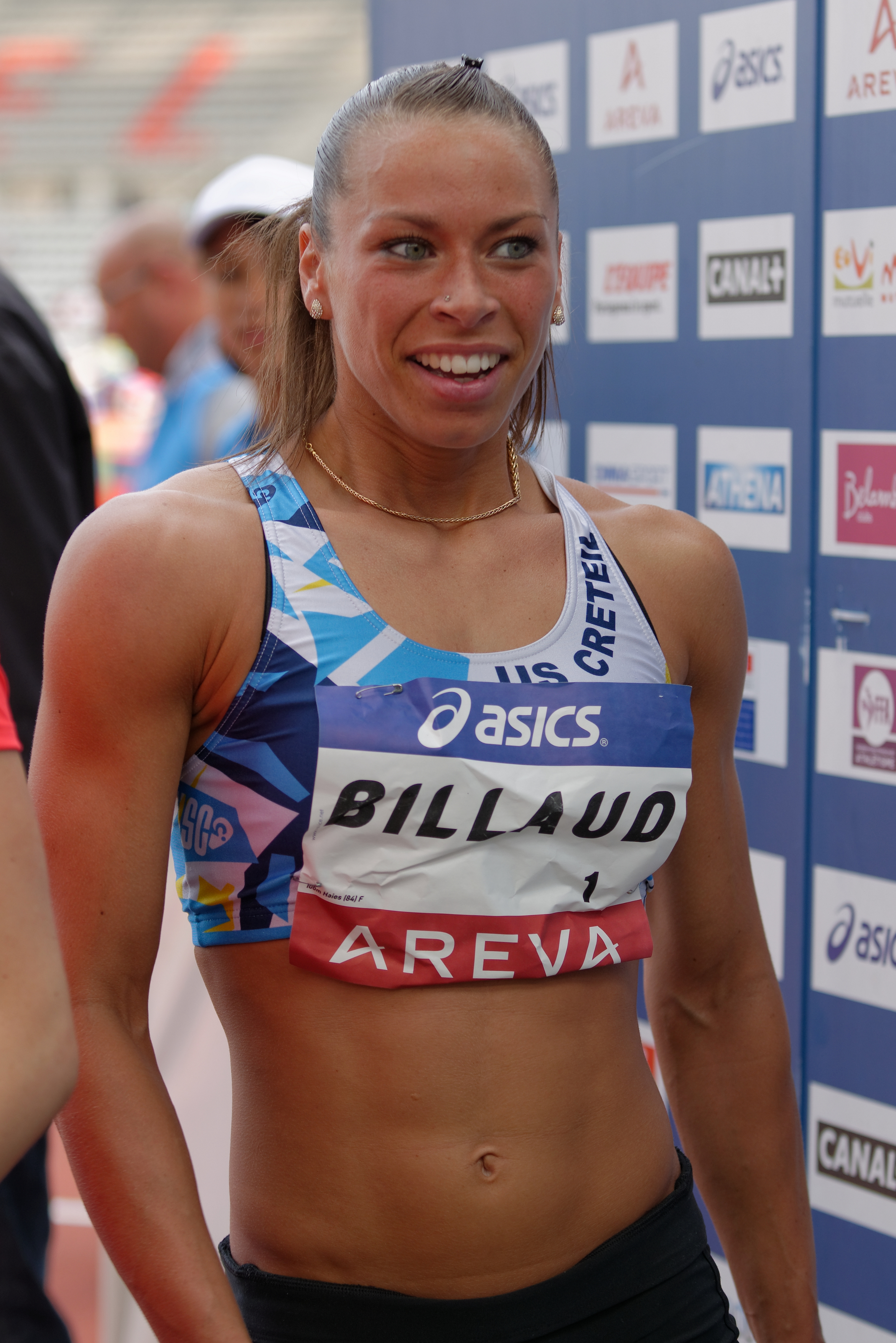
Rang sieben für Cindy Billaud
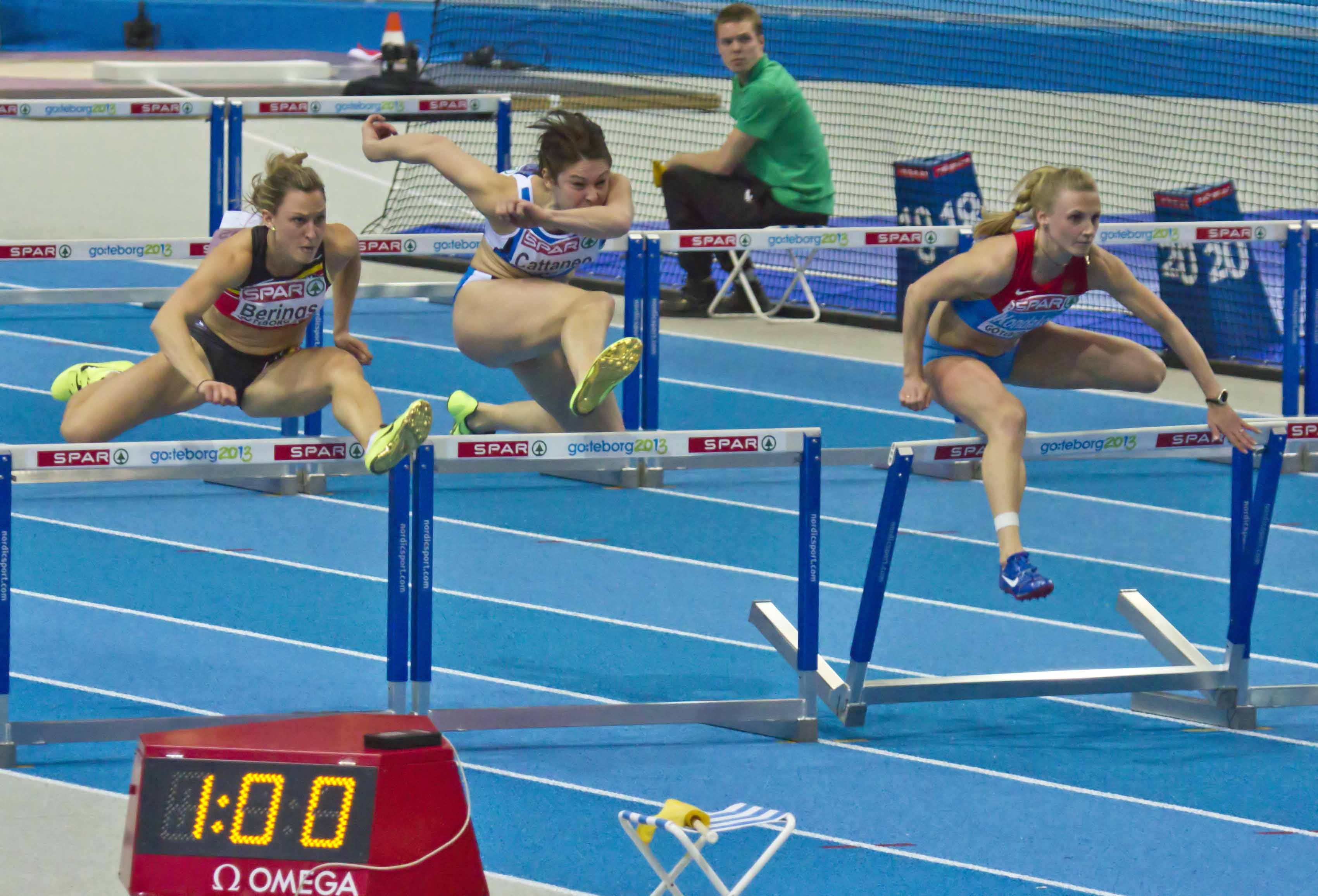
Julija Kondakowa – auf dem Foto ganz rechts bei einem Hallensportfest im Jahr 2013 – hatte gedopt und wurde disqualifiziert

## Video
- Moscow 2013 - Brianna ROLLINS USA - 100m Hurdles Women - Final Gold, youtube.com, abgerufen am 2. Februar 2021